# カミール・シャムーン・スポーツ・シティ・スタジアム
カミール・シャムーン・スポーツ・シティ・スタジアム（アラビア語: ملعب مدينة كميل شمعون الرياضية、英: Camille Chamoun Sports City Stadium）は、レバノンの首都ベイルートにある国内最大の多目的スタジアムであり、レバノンの国立競技場である。

## 概要
レバノン独立及び発展に多大な功績を残したカミール・シャムーンに因んで名付けられた。1982年のイスラエル軍によるレバノン侵攻により建物の一部が破壊されたものの、後にレバノン首相となる実業家ラフィーク・ハリーリーがAFCアジアカップ2000に向けた修繕、拡張事業を受け持つ。その後も改修工事を行い現在に至る。現在の収容人数は57,600人。
主にサッカーの試合に用いられる。レバノン・プレミアリーグに所属するネジメSCがホームスタジアムとして使用する他、サッカーレバノン代表のホームスタジアムとして利用される。また、AFCアジアカップ2000決勝戦の会場としても使用され、この地でサッカー日本代表が二度目のアジアカップ優勝を果たしている。
スタジアムには屋内競技用の施設が併設されており、バスケットボール、バレーボール、体操競技などの国際大会を開催することも可能である。